# حوزه انتخابیه سمنان، مهدی‌شهر و سرخه
حوزهٔ انتخاباتی سمنان، مهدی‌شهر و سرخه یکی از حوزه‌های استان سمنان برای انتخابات مجلس شورای اسلامی است. این حوزه به مرکزیت سمنان، ۱ نماینده دارد.
این حوزه انتخاباتی تا پیش از تشکیل شهرستان مهدی‌شهر در سال ۱۳۸۶ با نام حوزه انتخاباتی سمنان و تا پیش از تشکیل شهرستان سرخه در سال ۱۳۹۱ با نام حوزه انتخاباتی سمنان و مهدی‌شهر شناخته می‌شد.

## نمایندگان ادوار
| دوره    | آغاز دوره | پایان دوره | نماینده         |  |
| ------- | --------- | ---------- | --------------- |  |
| اول     | ۱۳۵۹      | ۱۳۶۳       | حسن روحانی      |  |
| دوم     | ۱۳۶۳      | ۱۳۶۷       | سیدرضا اکرمی    |  |
| سوم     | ۱۳۶۷      | ۱۳۷۱       | سیدرضا اکرمی    |  |
| چهارم   | ۱۳۷۱      | ۱۳۷۵       | سیدرضا اکرمی    |  |
| پنجم    | ۱۳۷۵      | ۱۳۷۹       | سید طاهر طاهری  |  |
| ششم     | ۱۳۷۹      | ۱۳۸۳       | سید طاهر طاهری  |  |
| هفتم    | ۱۳۸۳      | ۱۳۸۷       | هادی دوست محمدی |  |
| هشتم    | ۱۳۸۷      | ۱۳۹۱       | مصطفی کواکبیان  |  |
| نهم     | ۱۳۹۱      | ۱۳۹۵       | علیرضا خسروی    |  |
| دهم     | ۱۳۹۵      | ۱۳۹۹       | احمد همتی       |  |
| یازدهم  | ۱۳۹۸      | ۱۴۰۲       | عباس گلرو       |  |
| دوازدهم | ۱۴۰۲      | متصدی      | عباس گلرو       |  |

### اطلاعات نمایندگان
| نام نماینده     | تصویر         | محل تولد | تعداد دوره ها (حوزه انتخاباتی) | ادوار (حوزه انتخاباتی)                        | گرایش سیاسی                               | مسئولیت کنونی                               |
| --------------- | ------------- | -------- | ------------------------------ | --------------------------------------------- | ----------------------------------------- | ------------------------------------------- |
| حسن روحانی      |               | سرخه     | ۱(سمنان)، ۴(تهران)             | اول (سمنان) دوم، سوم، چهارم و پنجم (تهران)    | اعتدال‌گرا (در انتخابات:حزب جمهوری اسلامی) | عضو مجلس خبرگان رهبری                       |
| سیدرضا اکرمی    |               | سمنان    | ۳(سمنان)، ۲(تهران)             | دوم، سوم و چهارم (سمنان)، پنجم و هشتم (تهران) | اصول‌گرا (جامعه روحانیت مبارز)             | عضو جامعه روحانیت مبارز                     |
| سید طاهر طاهری  |               | سمنان    | ۲(سمنان)                       | پنجم و ششم (سمنان)                            | اصول‌گرا                                   | نامشخص                                      |
| هادی دوست محمدی |               | سمنان    | ۱(سمنان و مهدیشهر)             | هفتم (سمنان و مهدیشهر)                        | مستقل                                     | نامشخص                                      |
| مصطفی کواکبیان  |               | سمنان    | ۱(سمنان و مهدیشهر)، ۱(تهران)   | هشتم (سمنان ومهدی‌شهر)، دهم (تهران)            | اصلاح‌طلب                                  | دبیرکل حزب مردم سالاری                      |
| علیرضا خسروی    | علیرضا_خسروی1 | سمنان    | ۱(سمنان، مهدی‌شهر و سرخه)       | نهم (سمنان، مهدی‌شهر و سرخه)                   | اصول‌گرا (جبهه پایداری)                    | نامشخص                                      |
| احمد همتی       |               | مهدیشهر  | ۱(سمنان، مهدی‌شهر و سرخه)       | دهم (سمنان، مهدی‌شهر و سرخه)                   | اصلاح‌طلب (لیست امید)                      | نامشخص                                      |
| عباس گلرو       |               | مهدیشهر  | ۲(سمنان، مهدی‌شهر و سرخه)       | یازدهم و دوازدهم (سمنان، مهدی‌شهر و سرخه)      | اصول‌گرا                                   | نماینده حوزه انتخابیه سمنان، مهدی‌شهر و سرخه |

## پی‌نوشت و منبع
- «جدول حوزه‌های انتخابیه در انتخابات نهمین دورهٔ مجلس شورای اسلامی» (PDF). مرکز پژوهش و سنجش افکار صدا و سیما. بایگانی‌شده از اصلی (PDF) در ۵ اكتبر ۲۰۱۸. دریافت‌شده در ۷ فوریه ۲۰۱۶. تاریخ وارد شده در |archive-date= را بررسی کنید (کمک)